# Чаромское
Чаромское — село в Шекснинском районе Вологодской области.
Административный центр сельского поселения Сиземского (с 1 января 2006 года по 8 апреля 2009 года было центром Чаромского сельского поселения), с точки зрения административно-территориального деления — центр Чаромского сельсовета.
Расстояние до районного центра Шексны по автодороге — 16 км. Ближайшие населённые пункты — Скорынино, Большой Игай, Тимшино, Федотово, Высоково, Назарово
По переписи 2002 года население — 579 человек (277 мужчин, 302 женщины). Преобладающая национальность — русские (99 %).
В этом селе родился отец Александра Маслякова — Василий Васильевич Масляков (1904—1996), а также известный советский инженер в области двигателестроения, конструктор авиационных и танковых двигателей Алексей Дмитриевич Чаромский (Бороничев).